# Alma Mater Europaea
L'Alma Mater Europaea è un'università internazionale basata a Salisburgo, in Austria, con campus in diverse città europee. Fu fondata per iniziativa dell'Accademia europea delle scienze e delle arti, un'istituzione culturale che conta 1500 scienziati tra cui 29 premi Nobel, nel 2010.

## Storia
Nel 2010, viene ufficialmente fondata l'Alma Mater Europaea. Il cardiologo Felix Unger viene nominato presidente, mentre lo scienziato e politico tedesco Werner Weidenfeld ne diventa rettore.
Ad un incontro tenutosi a Monaco di Baviera nel febbraio 2011 col patrocinio dei presidenti di 12 Stati dell'Unione europea, il direttivo determinò quali corsi avrebbe offerto l'Università. Questi sarebbero stati insegnati in diverse città all'interno dell'Unione e in diverse lingue, tra cui l'inglese, il tedesco e lo spagnolo. In linea con la natura internazionale dell'Università, studenti, insegnanti e personalità illustri si sarebbero incontrati in un simposio internazionale ad ogni cerimonia di laurea. Fu anche deciso che l'Alma Mater Europaea avrebbe integrato i network universitari europei ed internazionali attraverso degli accordi di cooperazione.

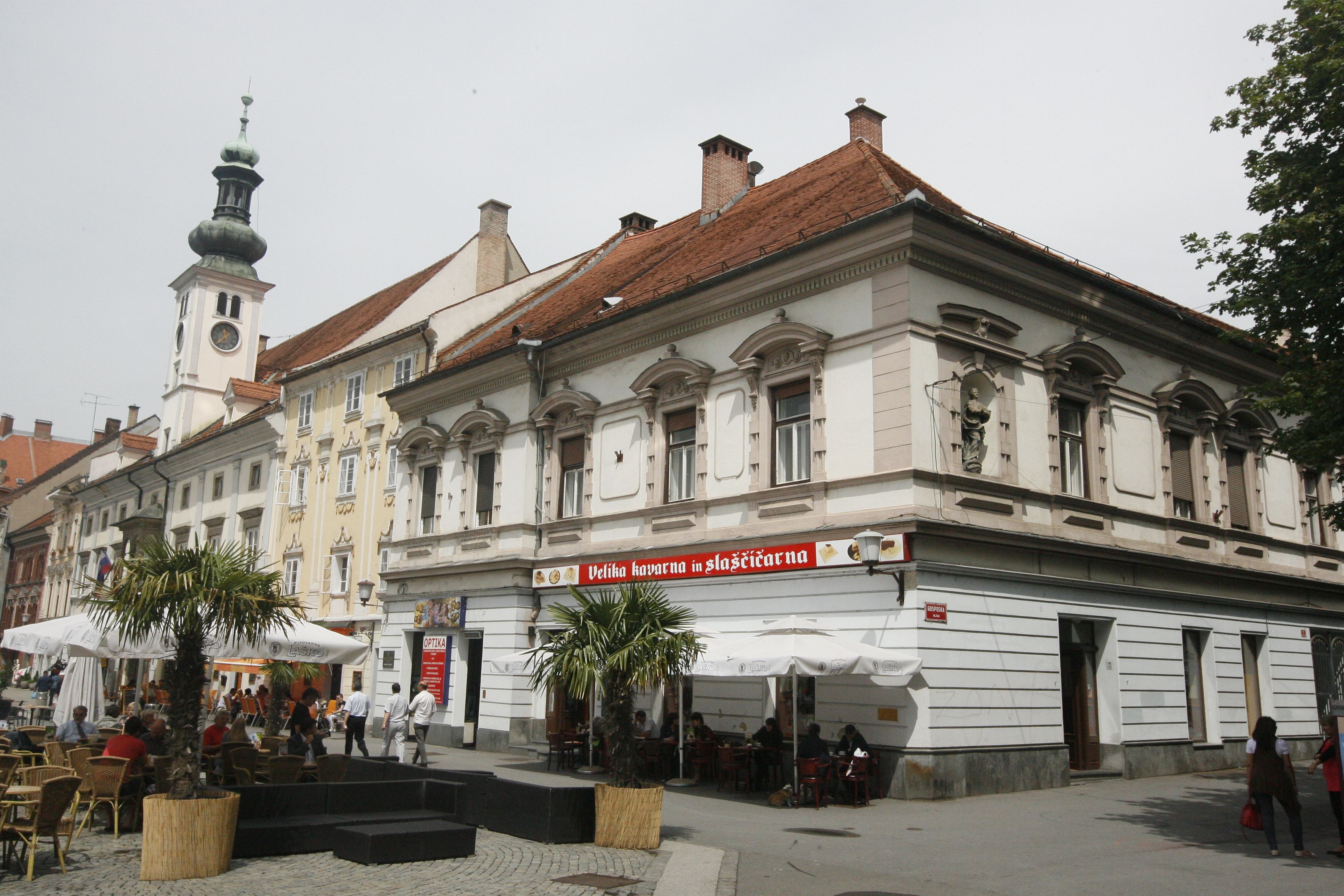
La sede AMEU di Maribor

Nel 2011, l'Università aprì in Slovenia (Alma Mater Europaea – Evropski center, Maribor) (AMEU-ECM), il suo primo campus nella città di Maribor. Nel primo anno si iscrissero circa 500 studenti. Nel luglio 2011 l'Università co-sponsorizzò la scuola estiva a San Gallo in Svizzera. Nell'anno accademico 2012-2013, circa 800 studenti erano iscritti a Maribor.
Nel 2013 fu creato il campus di Salisburgo, dove è ubicata la sede centrale. Nel 2016 vengono aperti due nuovi campus in due stati europei diversi: in Italia nella città di Ascoli Piceno e in Kosovo nella città capitale Pristina.

## Organizzazione

### Sede
La sede centrale dell'Università si trova a Salisburgo, in Austria.

### Campus universitari
Attualmente, l'università ha attivato campus universitari e sedi distaccate in Austria, Slovenia, Germania, Italia, Kosovo, Serbia e Croazia.
Nel 2024, l'università ha annunciato il suo campus in Austria. Alma Mater Vienna è a Vienna con sedi a Salisburgo e Klagenfurt, e la sua prima scuola è la scuola di fisioterapia.

#### Sedi in Austria
- Salisburgo (sede centrale)
- Vienna

#### Sedi in Croazia
- Zagabria

#### Sedi in Germania
- Mannheim
- Monaco

#### Sedi in Italia
- Ascoli Piceno

#### Sedi in Kosovo
- Pristina

#### Sedi in Serbia
- Belgrado

#### Sedi in Slovenia
- Capodistria
- Lubiana
- Maribor
- Murska Sobota

### Dipartimenti
- Dipartimento di Fisioterapia
- Dipartimento di Infermieristica

Cerimonia di laurea 2013 a Maribor

- Dipartimento di Gerontologia Sociale
- Dipartimento di Management e Studi Europei
- Dipartimento di Archivistica e Documentologia